# ФК Терезварош ТК
ФК Терезварош ТК (мађ. Terézvárosi TC), је био фудбалски клуб из мађарске из будимпештанског града Терезварош.. ФК Терезварош је био основан 1902. године под именом ФК Феварош ТК (Fővárosi TC).

## Историја клуба
ФК Терезварош је дебитовао у првој мађарској лиги 1904. године, завршио на деветом месту и те године је и испао из лиге.

## Имена клуба
- Февароши торна клуб 1902–1909: - Fővárosi Torna Club
- Терезвароши торна клуб 1909–1926: - Terézvárosi Torna Club
- Глобус Терезварош ШК 1914: - ујединио се са Globus Terézvárosi SC
- 1921: - ујединио се са VIII. kerületi SC
- 1922: - ујединио се са Jutagyári TE
- ФК Терезварош 1926–1932: - Terézvárosi FC
- 1931: - ујединио се са Józsefváros FC
- 1932: - расформирао се и ујединио са ФК Немзет (Nemzeti SC) као VII. ker. Nemzeti Sportkedvelők Köre
- 1945: - обновљен
- VI. округ Баратшаг 1945-1945: - VI. ker. Barátság
- Терезварош Торна Клуб 1945–1949: - Terézvárosi Torna Club
- Серсамгепђар 1949–1951: - Szerszámgépgyár
- Вашаш серсамгепђар 1951–?: - Vasas Szerszámgépgyár